# Лотте Фрійс
Лотте Фрійс  (дан. Lotte Friis, 9 лютого 1988) — данська плавчиня, олімпійська медалістка.

## Виступи на Олімпіадах
| Олімпіада  | Дисципліна                            | Місце |
| ---------- | ------------------------------------- | ----- |
| Пекін 2008 | плавання на 400 метрів вільним стилем | 13    |
| Пекін 2008 | плавання на 800 метрів вільним стилем | 3     |
| Пекін 2008 | естафета 4 × 200 вільним стилем       | 13    |